# Hixcarianas
Os hixcarianas (Hixkaryana) são um povo indígena que vive no Brasil, nos estados do Amazonas e do Pará. Com uma população total de 1.242 pessoas, fazem parte da família linguística caribe.